# Leiobunum aldrichi
Leiobunum aldrichi – gatunek kosarza z podrzędu Eupnoi i rodziny Sclerosomatidae. Dawniej traktowany jako podgatunek Leiobunum longipes.

## Opis
Długość ciała samców wynosi około 3,5 mm, a samic około 6 mm. Samce posiadają wyjątkowo długie odnóża o długości (I para: 45 mm, II para: 90 mm, III para: 48 mm, IV para: 62 mm). Obie płcie charakteryzuje biały pas obecny na goleniu wyłącznie drugiej pary odnóży. Samiec ma ciało barwy brązowopomarańczowej z ciemnymi odnóżami, krętarzami i wzgórkiem ocznym. Samica ma grzbiet ubarwiony jasnobrązowo, z ciemną plamą pośrodku. Część brzuszna jest barwy białej, a odnóża cętkowane ciemnobrązowo.

## Biotop
Kosarz ten preferuje dojrzałe lasy liściaste, gdzie bytuje na pniach drzew, pniakach, konarach, głazach i innych miejscach.

## Występowanie
Gatunek występuje we wschodnich Stanach Zjednoczonych oraz w Kolumbii Brytyjskiej w Kanadzie.